# タントアール
『タントアール』は、セガ・エンタープライゼス（後のセガ）が開発した、ミニゲームを多数楽しめるコンピューターゲーム。日本では、1993年6月からアーケード（AC）ゲームとして稼働を開始。アーケード版ではアーケードゲーム基板「C2ボード」を使用している。のちに家庭用ゲーム機やパソコン用ソフトとして移植された（移植版を参照）。
タイトルロゴでは『PUZZLE & ACTION タントア〜ル』と表記されているが、タイトル名としては原則として『タントアール』と表記する。タイトルの由来はミニゲームが「たんと（沢山）ある」ことから。

## 概要
同社の『ボナンザブラザーズ』（1990年）に登場した二人組のキャラクターが復活、探偵に扮し（シャーロック・ホームズとジョン・H・ワトスンがモデル）、20種類以上のミニゲームに挑戦し、脱走犯を追い詰めていくというパズル＆アクション・パーティーゲーム形式のストーリー。開発は第1AM研究開発部が行った。

アーケード版はゲーム誌『ゲーメスト』の企画「第7回ゲーメスト大賞」においてベストアクション賞7位を獲得した。また、後に続編となる『イチダントアール』、『2度あることはサンドア〜ル』（1995年）、『対戦タントアール サシっす!!』（1998年）が稼働された。
シリーズ作品の1作目であり、続編に至るまでグラフィックは同社の『ボナンザブラザーズ』で用いられた人形のような明るくポップなデザインを継承している（『サシっす!!』を除く）。このシリーズでは一般的なゲームの「得点」の概念がないため、アーケードゲーム雑誌『ゲーメスト』のハイスコア集計ではいずれの作品も集計開始した月のみに「ノーコンティニュークリア」で集計が終了していた。

## ゲーム内容

### システム
ゲームは4種類の中からルーレットで決定。ルーレットには時おり「LUCKY!!」の文字と3分割されたハートの絵が登場し、選んだ時点でハートを獲得するが、この際選ばれるゲームはランダムとなる（後述）。ハートを3つ集めると、ライフが1つ増える。ゲームでミスをすると手持ちのライフが減り、全て無くなるとゲームオーバー。途中参加、コンティニューも可能で、コンティニューすると制限時間が少し多くなり、難易度が少し下がった状態から再開できる。
ステージ
ステージは全4ステージで、ステージが進むにつれタイムが短くなりノルマが増えるなど、難易度が高くなる。
STAGE 1　街はずれ
ゲームスタート直後、いきなりボスとの対面となり、不敵にもこちらに挑戦をしてくる。子分1人が相手。4ゲームクリアすると蹴飛ばして地面に突き刺す。
STAGE 2　砂漠
サボテンや岩山が立ち並ぶ砂漠地帯。メキシカン風の子分2人が相手。4ゲームクリアすると踏みつけて凹ませる（踏まれた敵は逃げる）。
STAGE 3　カジノ
ネオン眩しいカジノ街。女王様風の子分3人が相手。4ゲームクリアすると鉄球パンチで吹き飛ばす。
FINAL STAGE　建設現場
建設中の高層ビルのようなステージ。パンクファンションの子分4人が相手。4ゲームクリアすると爆弾で気絶させる。4人倒すと再びボスとの対面になるが…

### ミニゲーム
一部を除き、全て制限時間がある。各ゲーム名の多くは何らかのパロディである。ルール説明の前にサンプリングボイスでタイトルコールが行われる。

#### 一発勝負
ゲームの結果に関わらず、1ゲーム（1問）で終了する。失敗した場合でもノルマが消費され、ライフが残っているかコンティニューをする事により、次のゲームを選べる。
迷い道くねくね
迷路でゴールにたどり着けばクリア。もと来た道を戻ることでルート修正可能。PS2版は動きが速い為かえって操作しにくい。4人プレイでは迷路の面積が狭くなり、難易度が若干低くなる。
けっこう毛だらけコケコッコー
ボタンを連打して風船を割り、ノルマの数だけ鶏を鳴かせればクリア。
必殺!ハートウォッチャブル
指定された時間の範囲内（4.88〜4.94秒から5.00秒の間）にストップウォッチを止めればクリア。ステージが進むにつれて、合格範囲が狭くなる。なお、このゲームのタイマーはダミーで、減ることは無い。チャンスは3回あり、2回までならミス（ハートは減少しない）が許される。2人以上の場合は、5.00秒に最も近いプレイヤーが勝利となる。
ビリージュエル
4マス四方の中に置かれている宝石を15パズルの要領で移動していき、指定された色の宝石を指定された枠の中に全て移動させればクリア。宝石は3種類のいずれかがランダムで選ばれる。
ひと筆めくりめぐり
6マス四方のパネルの上でカエルを操作する。通過したマスがひっくり返る（葉っぱのマークになる）ので、一筆書きの要領で全てひっくり返せばクリア。「迷い道〜」同様、同じところをそのまま戻ってやり直しもできる。石の部分は通ることが出来ない。PS2版では制限時間がかなり厳しい問題が出題されることがある。このミニゲームはアーケード版でのデモ画面では紹介されない「秘密のゲーム」扱いとなっている。

#### クリア必須
ミスをしてもゲームは続行。クリアできるまで次のゲームには進めない。
ハットしてフラワー
4つのシルクハットのうち1つに手品のタネ（花）が入っている。シルクハットが高速でシャッフルされるのを見て、シャッフル後に花の入ったものがどこへ移動したかを当てる。なお、基本的に最後まで動いていたシルクハットが正解になる。ノルマ分正解すればクリア。アーケード版の制限時間は常に固定で制限時間は5秒。ゲームギア版には収録されていない。
忍者どこじゃ?
黄色と紫の2人の忍者が3本の木の間にある18か所のどこかに高速で移動するのを見た後、黄色の忍者が最後にいた場所を当てる。紫色の忍者はダミーで、居場所を当てても不正解になる。ノルマ分正解すればクリア。アーケード版の制限時間は常に固定で制限時間は5秒。
スロットなブギにしてくれ
スロットの絵柄が描かれた64枚のパネルの中から、5つの絵柄の並び方の見本と同じ部分の先頭を探す。見本は横並びで表示されるが、答えが縦並びの場合もある。ノルマ分正解すればクリア。一番左のパネルを指定して回答する関係上、選択肢の右下角の16枚は正解にならないので実質は48枚から選ぶことになる。ゲームギア版では3×3のマスに描かれている絵柄を記憶し、指定された絵柄の場所を当てるという内容に変更されており、「迷い道くねくね」などと同様の一発勝負となっている。
かずのこどこのこ
高速で表示される4つの数字の組み合わせを6つの選択肢から選ぶ。ノルマ分正解すればクリア。フォントの関係上、3・6・8・9がやや判別しにくい。
スタンリーキューブいくつ?
表示されているコンテナブロックの数を当てる。ノルマ分正解すればクリア。コンテナは6から最大20までで、選択肢は15択。アーケード版ではあまり無かったが、PS2版では見えない裏側に置かれる問題が多く出題される。ゲームギア版には収録されていない。
スリーヒントパネルを探せ
さまざまな色・形の図形が描かれた50枚のパネルの中から、画面下段にスクロール表示される3つのヒントの内容にすべて一致するパネルを当てる（「緑色です」「星型です」など）。PS2版はヒントの間隔が長くなっているため、やや時間を要する。ゲームギア版ではスクロールではなく、次作の『カンオケBOX』のように切り替わりでヒントが表示される。
いれか絵
1枚の絵が6分割されバラバラになったものを元の絵に戻す。ノルマ分正解すればクリア。ゲームギア版には収録されていない。
わくわくロボット工場
多数のパーツの中から、設計図に描かれたものと同じロボット1体分（頭・胴体・両手・両足の計6個）のパーツを、30の選択肢から探す。ノルマ分だけ完成するとクリア。なおこのゲームは違うパーツを選んでしまうとミスになりライフが1つ減るが問題はそのまま続行し、タイムオーバーになるとさらにライフが1つ減る。ロボット5体分のパーツしか表示されないため、このゲームは最高難易度でもノルマが5にしかならない。赤青の足、腕などが判別しにくい。ゲームギア版には収録されていない。
メガドライブ版・PS2版の4人用ではルールが異なり、設計図は1枚だけ表示され、該当するパーツを多く選んだプレイヤーの勝利となる。
ブロックンロール
図形の計算式が表示されるので、式の中で伏せられている「?」の部分に該当する図形を、27の選択肢の中から探す。ノルマ分正解すればクリア。このミニゲームと、後述の2つのゲームは「ひと筆めくりめぐり」同様、アーケード版でのデモ画面では紹介されない「秘密のゲーム」扱いとなっている。
フォトショック
右から左に素早く移動する被写体を撮り、被写体をきっちりファインダーの中に収める。ノルマ分正解すればクリア。なお、制限時間10秒以内（固定）であれば何度でも移動するので、自分のタイミングで押すと良い。被写体はマラソンランナー、ダチョウ、豹、乗用車（軽自動車、ジープ、スポーツカー）、ヘリコプター、戦闘機などがある。体が伸び切ると長くなる豹、車長の長い赤いスポーツカー、大きな戦闘機はファインダーギリギリになるため難度が高い。このゲームのみ、ステージ4の1人目からノルマ7になる。2人以上だと、同時に撮影する事は出来ない。
アニマルサウンドシャワー
ライオンやブタなど16頭の動物がある順番で鳴くので、その順番を覚えて同じように鳴かせる（選ぶ）。選択肢は16で、1問目は3匹からスタートし正解するごとに1匹ずつ増えていく（ミスすると1匹減って次の問題になる）。ノルマ分正解すればクリア。アーケード版の制限時間は常に固定で10秒。

#### ボーナスゲーム
ステージ間に挿入されるゲーム。ボスの攻撃（ミサイル）をかわしながら、飛行機に乗ったプレイヤーを操作して風船を集める。一定個数（おおむね10個以上）集めるとライフが1つ増える。2人プレイの時は多く風船を取った方のみライフが増える（2人とも同じ数なら、どちらも増える）。ミサイルに当たると一定時間動けなくなるが、その間でも風船に重なれば取ることが出来る。

#### 最終ゲーム（ボス対戦ゲーム[4]）
FINAL STAGEで追い詰められた犯人が地図上のどこかに潜伏していて、逃げ込んだ住所が表示される。選択肢として表示される住所は32ヶ所で、間違えた場所を選んだり、制限時間内に発見できなかった場合は「追跡を逃れた」犯人がまた別の場所に潜伏する。同じ場所を制限時間内に発見するとクリアとなる。このゲームをクリアすると探偵と警官に囲まれてボスは逮捕され、子分たちも警察に連行されるエンディングとなる。アーケード版では最後の記者会見でネーム入力となる（PS2版はスタッフロール）。ゲームギア版では主人公が乗る車を操作してアザーカーを回避しつつ、制限時間内にボスが乗る逃走車に体当たりするという内容に変更されている。
このミニゲームのBGMは続編『イチダントアール』において冒頭でそのまま使用され、『サシっす!!』ではアレンジされて特定のゲームで使用された。

### LUCKY!!で選ばれるゲーム
LUCKY!!を選んだ際に挑戦するゲームはランダムで選ばれるが、業務用では基板のディップスイッチの設定で多少変更されるようになっている（このことは仕様書にも明記されている）。イージー設定（ライフ4でスタート）の場合、16種類のどのゲームも同じ確率で選ばれる。標準設定以上では、迷路・ハット・忍者・スロット・宝石・写真など、比較的難易度の高いものが優先して出るようになっている。ハード、ベリーハード設定であればさらに確率が上がる。

## 移植版

### 一覧
| No. | タイトル                                                                  | 発売日                        | 対応機種                              | 開発元                  | 発売元                          | メディア                              | 型式       | 備考                                                                                                 |
| --- | ------------------------------------------------------------------------- | ----------------------------- | ------------------------------------- | ----------------------- | ------------------------------- | ------------------------------------- | ---------- | --- |
| 1   | タントアール                                                              | 1994年4月1日                  | メガドライブ                          | セガ                    | セガ                            | ロムカセット                          | G-4118     | |
| 2   | タントアール                                                              | 1994年4月22日                 | ゲームギア                            | セガ                    | セガ                            | ロムカセット                          | G-3345     | |
| 3   | SEGA AGES VOL.1/宿題がタントアール                                        | 1996年5月24日                 | セガサターン                          | 空想科学                | セガ                            | CD-ROM                                | GS-9042    | |
| 4   | ★タントアール                                                             | 2002年9月18日                 | J-フォン （Javaアプリ）               | ワウ エンターテイメント | ワウ エンターテイメント         | ダウンロード                          | -          | 11月13日に『倍ハード』『飛ぶそ〜らの冒険』追加 12月3日に『デートなUFO』『ベートー弁当･う〜運命』追加 |
| 5   | セガエイジス2500シリーズ Vol.6 イチニのタントアールとボナンザブラザーズ。 | 2004年1月15日                 | PlayStation 2                         | 日本アートメディア      | スリーディー・エイジス          | CD-ROM                                | SLPM-62433 | |
| 6   | Sega Classics Collection                                                  | US 2005年3月22日 2006年2月3日 | PlayStation 2                         | 日本アートメディア      | セガ                            | DVD-ROM                               | SLUS-21009 | |
| 7   | セガエイジス2500シリーズ Vol.6 イチニのタントアールとボナンザブラザーズ。 | 2005年6月27日                 | PlayStation 2                         | 日本アートメディア      | セガ                            | CD-ROM                                | SLPM-62671 | 発売元を変更しての再発売                                                                             |
| 8   | タントアール                                                              | 2007年3月6日                  | Wii                                   | セガ                    | セガ                            | ダウンロード （バーチャルコンソール） | -          | メガドライブ版の移植 2019年1月31日に配信・販売終了                                                   |
| 9   | セガエイジス2500シリーズ Vol.6 イチニのタントアールとボナンザブラザーズ。 | 2013年7月17日                 | PlayStation 3 （PlayStation Network） | 日本アートメディア      | セガ                            | ダウンロード （PS2アーカイブス）      | NPJD-00046 | PS2版をPS3でもプレイ出来るようにした アーカイブ配信版                                                |
| 10  | タントアール                                                              | 2019年9月19日                 | メガドライブ ミニ                     | エムツー                | セガゲームス（当時の社名）      | プリインストール                      | -          | メガドライブ版の移植、日本版のみ収録                                                                 |
| 11  | タントアール                                                              | 2020年12月17日                | アストロシティミニ                    | 瑞起                    | セガトイズ（発売） セガ（販売） | プリインストール                      | -          | アーケード版の移植                                                                                   |

メガドライブ版
アーケード版モードの他、好きなゲームを選んでプレイできるフリーモード、4人まで同時にプレイできるコンペモードが追加されている。
ゲームギア版
アーケード版・メガドライブ版の一部のミニゲームは収録されていない。
セガサターン版
『クイズ宿題を忘れました』とのカップリング移植である。タイム構成・難易度などはアーケード版に忠実な移植となっているが、フリーモードは収録されていない。BGMはアーケード版の音源ではなく、両収録ともセガサターン内蔵のPCM音源によるソフトシンセでの演奏となる。
携帯アプリ版
『タントアール』『イチダントアール』『2度あることはサンドア〜ル』に収録されていたミニゲームを移植したもの。この携帯アプリ版は得点の概念がシリーズで初めて導入されている。
PlayStation 2版
同コンセプトのキャラクターデザインの「ボナンザブラザーズ」もカップリング収録。アーケードの復刻版ではなく、続編の『イチダントアール』やオリジナルの要素を加え、PS2のハードに合わせてグラフィックやサウンドを改編したリニューアル移植となる。このバージョンではLUCKY!!のハートが3分割されておらず、続編の『イチダントアール』のように1回でライフが1つ増える仕様に変更されている。
Wii版
Wii版バーチャルコンソール自体がサービスを終了しているが、それまでに購入しユーザーが何らかの記録媒体にローカルデータを保有していれば当面はプレイ可能。
メガドライブ ミニ版
セガゲームス（当時の社名）自らが世界同時発売した復刻系ゲーム機。これにプリインストール（本体にあらかじめインストール）される42作品の一つとして収録された（日本語版のみ。他地域版には未収録）。
アストロシティミニ版
1980年代から1990年代中期のアーケードゲーム36作品（+おまけ1作品）がプリインストールされた「復刻系ゲーム機」であるアストロシティミニに収録。オリジナルを（ほぼ）そのまま家庭用ゲーム機に移植するのはセガサターン版以来、約四半世紀ぶりとなった。本体自体の機能として、いわゆる「どこでもセーブ」（ステートセーブ）も可能。
なお本機には、アーケードゲーム版の続編『イチダントアール』も同時収録されている。

### メガドライブ版オリジナルゲーム
メガドライブ版のフリーモード、コンペモード（メガドライブ）でのみプレイする事ができる。
クラッシュカンカン
A・Bボタンを交互に連打して、缶をつぶす。
アミダーバード発進せよ!
宇宙飛行士が中央のアミダクジを伝って、乗ることの出来る正解の宇宙船を選ぶ。
テキパキクッキー
トレイのシルエットと同じクッキーを選ぶ。「わくわくロボット工場」に近い。
バードトリック
画面に表示されている鳥の数を当てる。鳥は動き回るので数え方に工夫が必要。

### PlayStation 2版オリジナルゲーム
PlayStation 2移植版でのみプレイ可能。どのモードでもプレイ可能。
ミスって行く
1枚のイラストが16分割されて、パーツごとにクルクル回っている。その中から、表と裏が異なる絵柄を3枚見つけ出す間違い探し。不正解のパネルを選ぶとライフが1つ減るが、問題はそのまま続行される。このミニゲームのBGMは、同作品でカップリング移植された『ボナンザブラザーズ』のステージ1・5・9と同じものが使われている。
ウイリアム・ア・テル
指定の風船を指定の数だけ制限時間内に撃つ。最初に「○○を〇個撃て!」と色と個数が表示されて、表示が消えると画面の下から一斉に風船と鳥が現れる。違う色の風船を割ってもペナルティは無いが、鳥を撃ち落としてしまうとライフが1つ減る（いずれの場合も、問題はそのまま続行される）。このミニゲームのBGMは、続編『イチダントアール』のボーナスステージのアレンジ版。

## 反響

### 評価
アーケード版
ゲーム誌『ゲーメスト』の企画「第7回ゲーメスト大賞」（1993年度）において、ベストアクション賞7位、年間ヒットゲーム20位を獲得した。
メガドライブ版
ゲーム誌『ファミコン通信』の「クロスレビュー」では、7・6・8・8の合計29点（満40点）、『メガドライブFAN』の読者投票による「ゲーム通信簿」での評価は以下の通り25.4点（満30点）、といずれも高評価となった。
| 項目 | キャラクタ | 音楽 | お買得度 | 操作性 | 熱中度 | オリジナリティ | 総合 |
| 得点 | 4.3        | 4.0  | 4.1      | 4.1    | 4.5    | 4.5            | 25.4 |

### 後世への影響
ミニゲーム集の先駆け
本作は、当時一つのゲームを集中してプレイするのが当たり前であったアーケードゲームの流れを逆手に取り、ミニゲームを連続で短くテンポ良くプレイさせるという、いわゆるミニゲーム集というジャンルを開拓した。これらは普段あまりゲームプレイしない初心者でも手軽で遊びやすかったことから、ライト層を中心に幅広く受け入れられヒットした。
ただし本作は、後のミニゲーム集よりもオールクリアまでに費やす時間が長めになっており、概ね30〜40分を必要とする。
本作自体も続編が3作制作されたほか、これ以降サン電子の『おいしいパズルはいりませんか』（1993年）、テクモの『がんばれギンくん』（1995年）コナミの『ビシバシチャンプ』（1996年）など、他社からも本作に類似したシステムの作品が制作された。この流れは後に家庭用ゲーム機にも波及していき、版権キャラクターのゲーム化の際に、このミニゲーム集というスタイルが定番としてよく使われている。セガも本作のシステムを用いたゲームギアオリジナル作『ドラえもん ワクワクポケットパラダイス』（1996年）を制作・発売した。